# Nina Agdal
Nina Agdal (Kopenhagen, 26 maart 1992) is een Deens model. Op dit moment bekend van onder andere Sports Illustrated.
Daarbij heeft ze in de volgende bladen gestaan: Billabong, Body Central, Calzedonia, Cover Style, Delia's, Ellos, Fredericks of Hollywood, Garage, Gosh, JC Penney, L*Space, Maaji Swimwear, Macy's, Mimic, Naf Naf, Nelly, New Yorker, Playlife, Petite by Aagaard en Victoria's Secret PINK.
Ze verscheen ook in de 24e aflevering van het 3e seizoen van het Amerikaanse muziekprogramma Lip Sync Battle, waarin ze het opnam tegen de Amerikaanse acteur/komiek/producent David Spade. Op 15 augustus trouwde ze met Logan Paul